# Ignacio García Camacho
Ignacio García Camacho (Cieza, 4 agosto 1968) è un ex ciclista su strada spagnolo, professionista dal 1991 al 1998.

## Palmarès

### Strada
- 1990 (Dilettanti, una vittoria)

Classifica generale Vuelta al Bidasoa
- 1991 (Kelme, una vittoria)

5ª tappa Vuelta a los Valles Mineros (Mieres > Tineo)
- 1993 (Kelme-Xacobeo, due vittorie)

2ª tappa Vuelta a Aragón (Calatorao > Barbastro)
Campionati spagnoli, Prova in linea Elite
- 1995 (Kelme-Sureña, una vittoria)

Memorial Manuel Galera
- 1997 (Kelme-Costa Blanca, una vittoria)

2ª tappa Vuelta a Murcia (Murcia > Totana)

#### Altri successi
- 1996 (Kelme-Artiach)

Classifica scalatori Vuelta a Murcia

## Piazzamenti

### Grandi Giri
- Giro d'Italia

1995: 70º
1996: 72º
- Tour de France

1994: ritirato (14ª tappa)
- Vuelta a España

1993: 106º
1994: 16º
1995: 54º
1996: 91º

### Classiche monumento
- Milano-Sanremo

1994: 118º
1995: 140º

### Competizioni mondiali
- Campionati del mondo

Oslo 1993 - In linea Professionisti: ritirato